# Carl Mydans

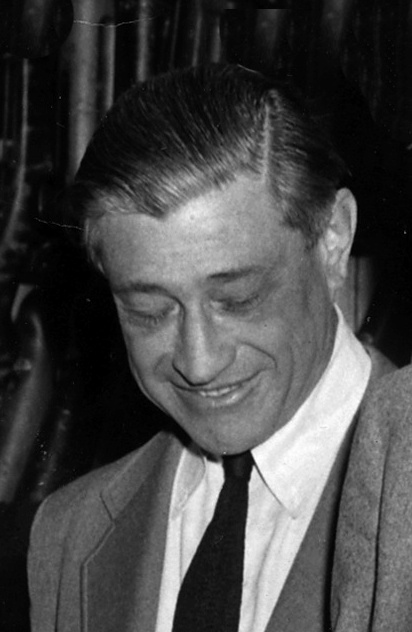
Carl Mydans

Carl Mydans (* 18. Mai 1907 in Boston, Massachusetts; † 16. August 2004 in Larchmont, New York) war ein US-amerikanischer Fotograf.

## Leben
Während seines Studiums an der Boston University entdeckte Mydans seine Neigung zur Photographie. Seine ersten Arbeiten als Reporter fanden Anklang in den Zeitungen The Boston Globe und Boston Herald. Nach dem College ging er nach New York und arbeitete als Schreiber für den American Banker. 1935 engagierte er sich in Washington in einer Gruppe von Photographen in der Farm Security Administration.
Im Jahr 1936 begann Mydans als einer der ersten angestellten Fotografen seine Arbeit für das Life-Magazin. Während des Zweiten Weltkrieges fotografierte er in Europa und Asien. 1941 wurden er und seine Frau von japanischen Truppen während der Invasion der Philippinen festgenommen und ein Jahr lang in der Nähe von Manila und ein weiteres Jahr in Shanghai festgehalten.

## Werk
Nach seiner Befreiung im Rahmen eines Kriegsgefangenenaustausches wurde Mydans nach Europa geschickt. Im Jahr 1944 ging Mydans erneut auf die Philippinen, um dort die Landung MacArthurs zu fotografieren. Bei dieser Gelegenheit nahm er einige seiner berühmtesten Fotos auf.
Einige von Mydans bekanntesten Bildern zeigten die Bombardierung von Chongqing während des Zweiten Weltkrieges.